# Smok Smoków
Smok Smoków – nagroda przyznawana od 1998 roku przez organizatorów Krakowskiego Festiwalu Filmowego realizatorom filmów dokumentalnych i animowanych, których twórczość miała znaczący wpływ na rozwój światowego kina w tych dziedzinach.

## Laureaci nagrody
- 1998 – Bohdan Kosiński
- 1999 – Jan Lenica
- 2000 – Raymond Depardon
- 2001 – Jan Švankmajer
- 2002 – Werner Herzog
- 2003 – bracia Stephen i Timothy Quay
- 2004 – Albert Maysles
- 2005 – Jurij Norsztejn
- 2006 – Kazimierz Karabasz
- 2007 – Raoul Servais
- 2008 – Allan King
- 2009 – Jerzy Kucia
- 2010 – Jonas Mekas
- 2011 – Piotr Kamler
- 2012 – Helena Třeštíková
- 2013 – Paul Driessen
- 2014 – Bogdan Dziworski
- 2015 – Priit Pärn
- 2016 – Marcel Łoziński
- 2017 – Witold Giersz i Daniel Szczechura
- 2018 – Siergiej Łoznica
- 2019 – Caroline Leaf
- 2020 – Péter Forgács
- 2021 – Piotr Dumała
- 2022 – Jarmo Jääskeläinen
- 2023 – Michaël Dudok de Wit
- 2024 – Godfrey Reggio
- 2024 – Jacek Petrycki
- 2025 – Jean-François Laguionie

Źródło:.